# Masters de patinage artistique
Les Masters de patinage artistique sont une compétition française, première de la saison, pour les juniors et séniors qui préparent des compétitions internationales. Elle a lieu tous les ans depuis 2008, en septembre ou en octobre selon les éditions.
De 2008 à 2015, cette compétition a été organisée à la patinoire du Baron à Orléans. Depuis 2016, elle se déroule à la patinoire André Ravix à Villard-de-Lans.
Les Masters accueillent l'ensemble des épreuves du patinage artistique : individuel hommes et femmes, couples, et danse sur glace.
André Philippe est le président du comité d'organisation.

## Palmarès

### Seniors

#### Messieurs
| Année | Lieu            | Or                | Argent          | Bronze            | Réf.   |
| ----- | --------------- | ----------------- | --------------- | ----------------- | ------ |
| 2008  | Orléans         | Alban Préaubert   | Brian Joubert   | Yannick Ponsero   | [ 4 ]  |
| 2009  | Orléans         | Florent Amodio    | Brian Joubert   | Alban Préaubert   | [ 5 ]  |
| 2010  | Orléans         | Brian Joubert     | Florent Amodio  | Alban Préaubert   | [ 6 ]  |
| 2011  | Orléans         | Florent Amodio    | Brian Joubert   | Chafik Besseghier | [ 7 ]  |
| 2012  | Orléans         | Florent Amodio    | Brian Joubert   | Chafik Besseghier | [ 8 ]  |
| 2013  | Orléans         | Florent Amodio    | Florian Lejeune | Romain Ponsart    | [ 9 ]  |
| 2014  | Orléans         | Chafik Besseghier | Florent Amodio  | Romain Ponsart    | [ 10 ] |
| 2015  | Orléans         | Romain Ponsart    | Simon Hocquaux  | Florent Amodio    | [ 11 ] |
| 2016  | Villard-de-Lans | Chafik Besseghier | Philip Warren   | Adrien Tesson     | [ 12 ] |
| 2017  | Villard-de-Lans | Romain Ponsart    | Adrien Tesson   | Philip Warren     | [ 13 ] |
| 2018  | Villard-de-Lans | Kevin Aymoz       | Luc Economides  | Adrien Tesson     | [ 14 ] |
| 2019  | Villard-de-Lans | Kevin Aymoz       | Adrien Tesson   | Luc Economides    | [ 15 ] |
| 2020  | Villard-de-Lans | Kevin Aymoz       | Landry Le May   | Brendan Kerry     | [ 16 ] |
| 2021  | Villard-de-Lans | Adam Siao Him Fa  | Luc Economides  | Kevin Aymoz       | [ 17 ] |
| 2022  | Villard-de-Lans | Adam Siao Him Fa  | Landry Le May   | Luc Economides    | [ 18 ] |
| 2023  | Villard-de-Lans | Adam Siao Him Fa  | Kevin Aymoz     | François Pitot    | [ 19 ] |
| 2024  | Villard-de-Lans | .                 | .               | .                 |        |

#### Dames
| Année | Lieu            | Or                      | Argent                     | Bronze                     | Réf.   |
| ----- | --------------- | ----------------------- | -------------------------- | -------------------------- | ------ |
| 2008  | Orléans         | Candice Didier          | Maé-Bérénice Meité         | Gwendoline Didier          | [ 4 ]  |
| 2009  | Orléans         | Gwendoline Didier       | Vinciane Fortin            | Pas d'autres participantes | [ 5 ]  |
| 2010  | Orléans         | Candice Didier          | Maé-Bérénice Meité         | Léna Marrocco              | [ 6 ]  |
| 2011  | Orléans         | Maé-Bérénice Meité      | Lénaëlle Gilleron-Gorry    | Yrétha Silété              | [ 7 ]  |
| 2012  | Orléans         | Lénaëlle Gilleron-Gorry | Maé-Bérénice Meité         | Léna Marrocco              | [ 8 ]  |
| 2013  | Orléans         | Maé-Bérénice Meité      | Candice Didier             | Lénaëlle Gilleron-Gorry    | [ 9 ]  |
| 2014  | Orléans         | Maé-Bérénice Meité      | Laurine Lecavelier         | Anaïs Ventard              | [ 10 ] |
| 2015  | Orléans         | Laurine Lecavelier      | Pas d'autres participantes | Pas d'autres participantes | [ 11 ] |
| 2016  | Villard-de-Lans | Laurine Lecavelier      | Maé-Bérénice Meité         | Léa Serna                  | [ 12 ] |
| 2017  | Villard-de-Lans | Maé-Bérénice Meité      | Laurine Lecavelier         | Léa Serna                  | [ 13 ] |
| 2018  | Villard-de-Lans | Laurine Lecavelier      | Maé-Bérénice Meité         | Léa Serna                  | [ 14 ] |
| 2019  | Villard-de-Lans | Laurine Lecavelier      | Maé-Bérénice Meité         | Léa Serna                  | [ 15 ] |
| 2020  | Villard-de-Lans | Léa Serna               | Alizée Crozet              | Julie Froetscher           | [ 16 ] |
| 2021  | Villard-de-Lans | Maïa Mazzara            | Léa Serna                  | Julie Froetscher           | [ 17 ] |
| 2022  | Villard-de-Lans | Lorine Schild           | Léa Serna                  | Maïa Mazzara               | [ 18 ] |
| 2023  | Villard-de-Lans | Léa Serna               | Lorine Schild              | Maïa Mazzara               | [ 19 ] |
| 2024  | Villard-de-Lans | .                       | .                          | .                          |        |

#### Couples
| Année | Lieu            | Or                                   | Argent                               | Bronze                               | Réf.   |
| ----- | --------------- | ------------------------------------ | ------------------------------------ | ------------------------------------ | ------ |
| 2008  | Orléans         | Adeline Canac / Maximin Coia         | Vanessa James / Yannick Bonheur      | Camille Foucher / Bruno Massot       | [ 4 ]  |
| 2009  | Orléans         | Vanessa James / Yannick Bonheur      | Adeline Canac / Maximin Coia         | Mélodie Chataigner / Medhi Bouzzine  | [ 5 ]  |
| 2010  | Orléans         | Adeline Canac / Yannick Bonheur      | Mélodie Chataigner / Medhi Bouzzine  | Anne Laure Letscher / Bruno Massot   | [ 6 ]  |
| 2011  | Orléans         | Vanessa James / Morgan Ciprès        | Daria Popova / Bruno Massot          | Anne Laure Letscher / Artem Patlasov | [ 7 ]  |
| 2012  | Orléans         | Vanessa James / Morgan Ciprès        | Daria Popova / Bruno Massot          | Pas d'autres participants            | [ 8 ]  |
| 2013  | Orléans         | Daria Popova / Bruno Massot          | Vanessa James / Morgan Ciprès        | Pas d'autres participants            | [ 9 ]  |
| 2014  | Orléans         | Vanessa James / Morgan Ciprès        | Daria Popova / Andreï Novoselov      | Pas d'autres participants            | [ 10 ] |
| 2015  | Orléans         | Vanessa James / Morgan Ciprès        | Camille Mendoza / Pavel Kovalev      | Lola Esbrat / Andreï Novoselov       | [ 11 ] |
| 2016  | Villard-de-Lans | Camille Mendoza / Pavel Kovalev      | Pas d'autres participants            | Pas d'autres participants            | [ 12 ] |
| 2017  | Villard-de-Lans | Vanessa James / Morgan Ciprès        | Lola Esbrat / Andreï Novoselov       | Camille Mendoza / Pavel Kovalev      | [ 13 ] |
| 2018  | Villard-de-Lans | Vanessa James / Morgan Ciprès        | Camille Mendoza / Pavel Kovalev      | Pas d'autres participants            | [ 14 ] |
| 2019  | Villard-de-Lans | Camille Mendoza / Pavel Kovalev      | Pas d'autres participants            | Pas d'autres participants            | [ 15 ] |
| 2020  | Villard-de-Lans | Cléo Hamon / Denys Strekalin         | Coline Keriven / Noël-Antoine Pierre | Camille Mendoza / Pavel Kovalev      | [ 16 ] |
| 2021  | Villard-de-Lans | Coline Keriven / Noël-Antoine Pierre | Pas d'autres participants            | Pas d'autres participants            | [ 17 ] |
| 2022  | Villard-de-Lans | Camille Mendoza / Pavel Kovalev      | Océane Piegad / Denys Strekalin      | Aurélie Faula / Théo Belle           | [ 18 ] |
| 2023  | Villard-de-Lans | Camille Mendoza / Pavel Kovalev      | Aurélie Faula / Théo Belle           | Oxana Vouillamoz / Flavien Giniaux   | [ 19 ] |
| 2024  | Villard-de-Lans | .                                    | .                                    | .                                    |        |

#### Danse
| Année | Lieu            | Or                                      | Argent                                | Bronze                                  | Réf.   |
| ----- | --------------- | --------------------------------------- | ------------------------------------- | --------------------------------------- | ------ |
| 2008  | Orléans         | Isabelle Delobel / Olivier Schoenfelder | Nathalie Péchalat / Fabian Bourzat    | Pernelle Carron / Matthieu Jost         | [ 4 ]  |
| 2009  | Orléans         | Nathalie Péchalat / Fabian Bourzat      | Zoé Blanc / Pierre-Loup Bouquet       | Pernelle Carron / Lloyd Jones           | [ 5 ]  |
| 2010  | Orléans         | Nathalie Péchalat / Fabian Bourzat      | Pernelle Carron / Lloyd Jones         | Zoé Blanc / Pierre-Loup Bouquet         | [ 6 ]  |
| 2011  | Orléans         | Nathalie Péchalat / Fabian Bourzat      | Charlène Denize / Quentin Langlois    | Harmonie Lafont / Stanislas Etzol       | [ 7 ]  |
| 2012  | Orléans         | Nathalie Péchalat / Fabian Bourzat      | Pernelle Carron / Lloyd Jones         | Pas d'autres participants               | [ 8 ]  |
| 2013  | Orléans         | Nathalie Péchalat / Fabian Bourzat      | Pernelle Carron / Lloyd Jones         | Gabriella Papadakis / Guillaume Cizeron | [ 9 ]  |
| 2014  | Orléans         | Gabriella Papadakis / Guillaume Cizeron | Marie-Jade Lauriault / Romain Le Gac  | Lorenza Alessandrini / Pierre Souquet   | [ 10 ] |
| 2015  | Orléans         | Lorenza Alessandrini / Pierre Souquet   | Laureline Aubry / Kevin Bellingard    | Mathilde Dias / Jean-Denis Sanchis      | [ 11 ] |
| 2016  | Villard-de-Lans | Gabriella Papadakis / Guillaume Cizeron | Marie-Jade Lauriault / Romain Le Gac  | Lorenza Alessandrini / Pierre Souquet   | [ 12 ] |
| 2017  | Villard-de-Lans | Gabriella Papadakis / Guillaume Cizeron | Marie-Jade Lauriault / Romain Le Gac  | Angélique Abachkina / Louis Thauron     | [ 13 ] |
| 2018  | Villard-de-Lans | Marie-Jade Lauriault / Romain Le Gac    | Adelina Galyavieva / Louis Thauron    | Julia Wagret / Pierre Souquet           | [ 14 ] |
| 2019  | Villard-de-Lans | Gabriella Papadakis / Guillaume Cizeron | Marie-Jade Lauriault / Romain Le Gac  | Adelina Galyavieva / Louis Thauron      | [ 15 ] |
| 2020  | Villard-de-Lans | Evgeniia Lopareva / Geoffrey Brissaud   | Natacha Lagouge / Arnaud Caffa        | Pas d'autres participants               | [ 16 ] |
| 2021  | Villard-de-Lans | Gabriella Papadakis / Guillaume Cizeron | Evgeniia Lopareva / Geoffrey Brissaud | Marie Dupayage / Thomas Nabais          | [ 17 ] |
| 2022  | Villard-de-Lans | Evgeniia Lopareva / Geoffrey Brissaud   | Loïcia Demougeot / Théo Le Mercier    | Natacha Lagouge / Arnaud Caffa          | [ 18 ] |
| 2023  | Villard-de-Lans | Evgeniia Lopareva / Geoffrey Brissaud   | Marie Dupayage / Thomas Nabais        | Natacha Lagouge / Arnaud Caffa          | [ 19 ] |
| 2024  | Villard-de-Lans | .                                       | .                                     | .                                       |        |

### Juniors

#### Messieurs
| Année | Lieu            | Or               | Argent         | Bronze              | Réf.   |
| ----- | --------------- | ---------------- | -------------- | ------------------- | ------ |
| 2008  | Orléans         | Florent Amodio   | Morgan Ciprès  | Christopher Boyadji | [ 4 ]  |
| 2009  | Orléans         | Romain Ponsart   | Morgan Ciprès  | Thomas Sosniak      | [ 5 ]  |
| 2010  | Orléans         | Thomas Sosniak   | Romain Ponsart | Charles Tetar       | [ 6 ]  |
| 2011  | Orléans         | Charles Tetar    | Thomas Sosniak | Maxime Petraru      | [ 7 ]  |
| 2012  | Orléans         | Charles Tetar    | Simon Hocquaux | Noël-Antoine Pierre | [ 8 ]  |
| 2013  | Orléans         | Simon Hocquaux   | Adrien Tesson  | Charles Tetar       | [ 9 ]  |
| 2014  | Orléans         | Simon Hocquaux   | Kevin Aymoz    | Adrien Tesson       | [ 10 ] |
| 2015  | Orléans         | Kevin Aymoz      | Adrien Tesson  | Luc Economides      | [ 11 ] |
| 2016  | Villard-de-Lans | Landry Le May    | Luc Economides | Adam Siao Him Fa    | [ 12 ] |
| 2017  | Villard-de-Lans | Luc Economides   | Maxence Collet | Lofti Sereir        | [ 13 ] |
| 2018  | Villard-de-Lans | Adam Siao Him Fa | Xavier Vauclin | Landry Le May       | [ 14 ] |
| 2019  | Villard-de-Lans | Tom Bouvart      | Samy Hammi     | Yann Frechon        | [ 15 ] |
| 2020  | Villard-de-Lans | François Pitot   | Ian Vauclin    | Samy Hammi          | [ 16 ] |
| 2021  | Villard-de-Lans | François Pitot   | Ian Vauclin    | Axel Ahmed          | [ 17 ] |
| 2022  | Villard-de-Lans | Ian Vauclin      | Ilia Gogitidze | Jean Médard         | [ 18 ] |
| 2023  | Villard-de-Lans | Jean Médard      | Ilia Gogitidze | Gianni Motilla      | [ 19 ] |
| 2024  | Villard-de-Lans | .                | .              | .                   |        |

#### Dames
| Année | Lieu            | Or                 | Argent           | Bronze                  | Réf.   |
| ----- | --------------- | ------------------ | ---------------- | ----------------------- | ------ |
| 2008  | Orléans         | Vinciane Fortin    | Léna Marrocco    | Yrétha Silété           | [ 4 ]  |
| 2009  | Orléans         | Maé-Bérénice Méité | Léna Marrocco    | Yrétha Silété           | [ 5 ]  |
| 2010  | Orléans         | Yrétha Silété      | Anaïs Ventard    | Lénaëlle Gilleron-Gorry | [ 6 ]  |
| 2011  | Orléans         | Anaïs Ventard      | Aline Zerourou   | Flora Leblanc           | [ 7 ]  |
| 2012  | Orléans         | Laurine Lecavelier | Nadjma Mahamoud  | Carla Monzali           | [ 8 ]  |
| 2013  | Orléans         | Laurine Lecavelier | Léna Marrocco    | Léa Serna               | [ 9 ]  |
| 2014  | Orléans         | Léa Serna          | Alizée Crozet    | Pauline Wanner          | [ 10 ] |
| 2015  | Orléans         | Pauline Wanner     | Julie Froetscher | Alizée Crozet           | [ 11 ] |
| 2016  | Villard-de-Lans | Julie Froetscher   | Alizée Crozet    | Nadjma Mahamoud         | [ 12 ] |
| 2017  | Villard-de-Lans | Pauline Wanner     | Héloïse Pitot    | Océane Piegad           | [ 13 ] |
| 2018  | Villard-de-Lans | Anna Kuzmenko      | Alizée Crozet    | Lola Ghozali            | [ 14 ] |
| 2019  | Villard-de-Lans | Maïa Mazzara       | Océane Piegad    | Lola Ghozali            | [ 15 ] |
| 2020  | Villard-de-Lans | Sophie Sprung      | Lorine Schild    | Lola Ghozali            | [ 16 ] |
| 2021  | Villard-de-Lans | Lorine Schild      | Lola Ghozali     | Eve Dubecq              | [ 17 ] |
| 2022  | Villard-de-Lans | Lola Ghozali       | Stefania Gladki  | Eve Dubecq              | [ 18 ] |
| 2023  | Villard-de-Lans | Stefania Gladki    | Ninon Dapoigny   | Eve Dubecq              | [ 19 ] |
| 2024  | Villard-de-Lans | .                  | .                | .                       |        |

#### Couples
| Année                                            | Lieu            | Or                                    | Argent                             | Bronze                    | Réf.   |
| ------------------------------------------------ | --------------- | ------------------------------------- | ---------------------------------- | ------------------------- | ------ |
| 2008                                             | Orléans         | Anne Laure Letscher / Rudy Halmaert   | Pas d'autres participants          | Pas d'autres participants | [ 4 ]  |
| 2009                                             | Orléans         | Camille Foucher / Bruno Massot        | Pas d'autres participants          | Pas d'autres participants | [ 5 ]  |
| 2010                                             | Orléans         | Marie Diamoneka / Artem Patlasov      | Pas d'autres participants          | Pas d'autres participants | [ 6 ]  |
| 2011                                             | Orléans         | Camille Mendoza / Christopher Boyadji | Pas d'autres participants          | Pas d'autres participants | [ 7 ]  |
| 2012–2016 : Pas de compétition                   |                 |                                       |                                    |                           |        |
| 2017                                             | Villard-de-Lans | Cléo Hamon / Denys Strekalin          | Pas d'autres participants          | Pas d'autres participants | [ 13 ] |
| 2018                                             | Villard-de-Lans | Liudmila Molchanova / Rémi Belmonte   | Pas d'autres participants          | Pas d'autres participants | [ 14 ] |
| 2019                                             | Villard-de-Lans | Liudmila Molchanova / Rémi Belmonte   | Pas d'autres participants          | Pas d'autres participants | [ 15 ] |
| 2020 : Pas de compétition (pandémie de Covid-19) |                 |                                       |                                    |                           |        |
| 2021                                             | Villard-de-Lans | Oxana Vouillamoz / Flavien Giniaux    | Louise Ehrhard / Matthis Pellegris | Pas d'autres participants | [ 17 ] |
| 2022                                             | Villard-de-Lans | Oxana Vouillamoz / Flavien Giniaux    | Louise Ehrhard / Matthis Pellegris | Pas d'autres participants | [ 18 ] |
| 2023                                             | Villard-de-Lans | Romane Télémaque / Lucas Coulon       | Pas d'autres participants          | Pas d'autres participants | [ 19 ] |
| 2024                                             | Villard-de-Lans | .                                     | .                                  | .                         |        |

#### Danse
| Année | Lieu            | Or                                      | Argent                                           | Bronze                                      | Réf.   |
| ----- | --------------- | --------------------------------------- | ------------------------------------------------ | ------------------------------------------- | ------ |
| 2008  | Orléans         | Charlène Guignard / Guillaume Paulmier  | Rowan Musson / Neil Brown                        | Charlène Denize / Quentin Langlois          | [ 4 ]  |
| 2009  | Orléans         | Sofia Gassoumi / Arnaud Pasztory        | Aéla Royer / Benjamin Leze                       | Géraldine Bott / Neil Brown                 | [ 5 ]  |
| 2010  | Orléans         | Gabriella Papadakis / Guillaume Cizeron | Géraldine Bott / Neil Brown                      | Tiffany Zahorski / Alexis Miart             | [ 6 ]  |
| 2011  | Orléans         | Gabriella Papadakis / Guillaume Cizeron | Elektra Hetman / Benjamin Allain                 | Myriam Gassoumi / Clément Le Molaire        | [ 7 ]  |
| 2012  | Orléans         | Gabriella Papadakis / Guillaume Cizeron | Estelle Elizabeth / Romain Le Gac                | Magali Leininger / Maxime Caurel            | [ 8 ]  |
| 2013  | Orléans         | Estelle Elizabeth / Romain Le Gac       | Angélique Abachkina / Louis Thauron              | Myriam Gassoumi / Clément Le Molaire        | [ 9 ]  |
| 2014  | Orléans         | Angélique Abachkina / Louis Thauron     | Sarah-Marine Rouffanche / Geoffrey Brissaud      | Hana Gassoumi / Corentin Rahier             | [ 10 ] |
| 2015  | Orléans         | Marie-Jade Lauriault / Romain Le Gac    | Adelina Galyavieva / Laurent Abécassis           | Sarah-Marine Rouffanche / Geoffrey Brissaud | [ 11 ] |
| 2016  | Villard-de-Lans | Angélique Abachkina / Louis Thauron     | Natacha Lagouge / Corentin Rahier                | Julia Wagret / Mathieu Couyras              | [ 12 ] |
| 2017  | Villard-de-Lans | Loïcia Demougeot / Théo Le Mercier      | Mathilde Viard / Renan Manceau                   | Marie Dupayage / Thomas Nabais              | [ 13 ] |
| 2018  | Villard-de-Lans | Loïcia Demougeot / Théo Le Mercier      | Evguenia Lopareva / Geoffrey Brissaud            | Lou Terreaux / Noé Perron                   | [ 14 ] |
| 2019  | Villard-de-Lans | Loïcia Demougeot / Théo Le Mercier      | Marie Dupayage / Thomas Nabais                   | Lou Terreaux / Noé Perron                   | [ 15 ] |
| 2020  | Villard-de-Lans | Loïcia Demougeot / Théo Le Mercier      | Marie Dupayage / Thomas Nabais                   | Lou Terreaux / Noé Perron                   | [ 16 ] |
| 2021  | Villard-de-Lans | Eva Bernard / Tom Jochum                | Célina Fradji / Jean-Hans Fourneaux              | Lila-Maya Seclet-Monchot / Martin Chardain  | [ 17 ] |
| 2022  | Villard-de-Lans | Célina Fradji / Jean-Hans Fourneaux     | Ambre Perrier Gianesini / Samuel Blanc Klaperman | Louise Bordet / Thomas Gipoulou             | [ 18 ] |
| 2023  | Villard-de-Lans | Célina Fradji / Jean-Hans Fourneaux     | Ambre Perrier Gianesini / Samuel Blanc Klaperman | Dania Mouaden / Théo Bigot                  | [ 19 ] |
| 2024  | Villard-de-Lans | .                                       | .                                                | .                                           |        |